# روحش شاد (ترانه سوفیا ریس)
«روحش شاد» (به انگلیسی: R.I.P.) ترانه‌ای از خوانندهٔ مکزیکی سوفیا ریس به‌همراه خوانندهٔ بریتانیایی ریتا اورا و خوانندهٔ برزیلی آنیتا می‌باشد که در ۱۵ مارس سال ۲۰۱۹ به‌همراهٔ موزیک ویدئو از سوی وارنر موزیک لاتینا منتشر گردید.